# Wielka Brytania na Letnich Igrzyskach Olimpijskich 1932
Wielka Brytania na Letnich Igrzyskach Olimpijskich 1932 – kadra sportowców reprezentujących Wielką Brytanię na letnich igrzyskach olimpijskich w 1932 roku w Los Angeles.
Wielką Brytanię reprezentowało 72 sportowców, w tym 58 mężczyzn i 14 kobiet. Pod względem liczebności była to najmniejsza kadra tego państwa od występu Brytyjczyków w 1904 roku. Uczestniczyli oni w dziewięciu dyscyplinach sportowych, w których zdobyli cztery złote, siedem srebrnych i pięć brązowych medali. Najlepszy wynik medalowy osiągnął wioślarz Hugh Edwards, który dwukrotnie zdobył olimpijskie złoto. Po dwa medale zdobyli jeszcze lekkoatleta Thomas Hampson i pływaczka Valerie Davies. Ogółem medale zdobyło 32 Brytyjczyków. W Olimpijskim Konkursie Sztuki i Literatury 1932 złoty medal zdobył architekt John Hughes.
Najmłodszym zawodnikiem reprezentacji była pływaczka Edna Hughes (16 lat i 6 dni), zaś najstarszym Thomas Green (38 lat i 126 dni), który był jednocześnie najstarszym medalistą w kadrze. Chorążym podczas ceremonii otwarcia igrzysk był lord David Burghley.
Był to dziewiąty występ sportowców brytyjskich podczas letnich igrzysk olimpijskich. Mniej Brytyjczyków startowało w Saint Louis w 1904 i w Atenach w 1896 roku.

## Tło startu
Brytyjski Komitet Olimpijski utworzony został w 1905 roku w brytyjskiej Izbie Gmin, w pierwszym składzie wchodziło dziewięć związków sportowych: kolarstwa, lekkoatletyki, łucznictwa, łyżwiarstwa, piłki nożnej, ratownictwa sportowego, rugby, szermierki i wioślarstwa. Do MKOL-u został przyjęty w tym samym roku. Przed 1932 rokiem Brytyjczycy wystąpili na wszystkich letnich igrzyskach, startowali także na Olimpiadzie Letniej 1906.
Na pierwszych igrzyskach w Atenach, Wielką Brytanię reprezentowało 10 sportowców. Pierwszym brytyjskim mistrzem olimpijskim został Launceston Elliot, który zwyciężył w podnoszeniu ciężarów jednorącz. Największa liczba sportowców reprezentowała Zjednoczone Królestwo w 1908 roku, gdy igrzyska odbywały się w Londynie. 735 sportowców zdobyło wtedy 56 złotych, 51 srebrnych i 39 brązowych medali (łącznie 146 krążków).
Spośród startujących w Los Angeles zawodników, jedynie 15 osób startowało wcześniej na igrzyskach, zatem dla 57 z nich był to olimpijski debiut.
Wielka Brytania miała najmniejszą kadrę od igrzysk w Saint Louis w 1904 roku. Wysokie koszty przeprawy przez Atlantyk oraz wielki kryzys spowodowały, że kraje wysyłały znacznie mniejszą liczbę sportowców, niż na poprzednich igrzyskach. Podobnie było w przypadku Brytyjczyków.

## Statystyki według dyscyplin
Spośród 16 sportów, które Międzynarodowy Komitet Olimpijski włączył do programu igrzysk, Brytyjczycy wzięli udział w dziewięciu z nich. Najliczniejszą część kadry stanowili lekkoatleci (24) i pływacy (15), najmniej zaś startowało w zapasach i żeglarstwie (po dwie osoby).
W Olimpijskim Konkursie Sztuki i Literatury startowało 36 brytyjskich artystów, w tym trzy kobiety. Wliczając ich udział, Wielką Brytanię na igrzyskach w Los Angeles reprezentowało 108 osób (91 mężczyzn i 17 kobiet).
| Lp.     | Sport                | Mężczyźni | Kobiety |
| ------- | -------------------- | --------- | ------- |
| 1.      | Boks                 | 3         | 0       |
| 2.      | Kolarstwo            | 7         | 0       |
| 3.      | Lekkoatletyka        | 19        | 5       |
| 4.      | Pięciobój nowoczesny | 3         | 0       |
| 5.      | Pływanie             | 6         | 7       |
| 6.      | Szermierka           | 1         | 2       |
| 7.      | Wioślarstwo          | 15        | 0       |
| 8.      | Zapasy               | 2         | 0       |
| 9.      | Żeglarstwo           | 2         | 0       |
| Łącznie | Łącznie              | 58        | 14      |

## Zdobyte medale
| Medal  | Zawodnik                                                      | Dyscyplina    | Konkurencja                            | Rezultat                                                        | Data        |
| ------ | ------------------------------------------------------------- | ------------- | -------------------------------------- | --------------------------------------------------------------- | ----------- |
| Złoto  | Thomas Hampson                                                | Lekkoatletyka | Bieg na 800 m                          | 1:49,7                                                          | 2 sierpnia  |
| Złoto  | Thomas Green                                                  | Lekkoatletyka | Chód na 50 km                          | 4:50:10                                                         | 3 sierpnia  |
| Złoto  | Hugh Edwards Lewis Clive                                      | Wioślarstwo   | Dwójka bez sternika                    | 8:00,0                                                          | 13 sierpnia |
| Złoto  | John Badcock Jack Beresford Hugh Edwards Rowland George       | Wioślarstwo   | Czwórka bez sternika                   | 6:58,2                                                          | 13 sierpnia |
| Srebro | Ernest Chambers Stanley Chambers                              | Kolarstwo     | Tandemy                                | W finale przegrali z Francuzami 0–2.                            | 3 sierpnia  |
| Srebro | Jerry Cornes                                                  | Lekkoatletyka | Bieg na 1500 m                         | 3:52,6                                                          | 4 sierpnia  |
| Srebro | Judy Guinness                                                 | Szermierka    | Floret kobiet                          | W pojedynku o złoto przegrała z Austriaczką Ellen Müller-Preis. | 4 sierpnia  |
| Srebro | Thomas Evenson                                                | Lekkoatletyka | Bieg na 3000 m z przeszkodami          | 10:46,0                                                         | 6 sierpnia  |
| Srebro | Samuel Ferris                                                 | Lekkoatletyka | Maraton                                | 2:31:55                                                         | 7 sierpnia  |
| Srebro | David Burghley Thomas Hampson Godfrey Rampling Crew Stoneley  | Lekkoatletyka | Sztafeta 4 × 400 m                     | 3:11,2                                                          | 7 sierpnia  |
| Srebro | Peter Jaffe Colin Ratsey                                      | Żeglarstwo    | Star                                   | 35 pkt.                                                         | 11 sierpnia |
| Brąz   | William Harvell Charles Holland Ernest Johnson Frank Southall | Kolarstwo     | Wyścig druż. na dochodzenie            | W pojedynku o brązowy medal pokonali Kanadyjczyków.             | 3 sierpnia  |
| Brąz   | Donald Finlay                                                 | Lekkoatletyka | Bieg na 110 m przez płotki             | 14,74                                                           | 3 sierpnia  |
| Brąz   | Nellie Halstead Eileen Hiscock Gwendoline Porter Violet Webb  | Lekkoatletyka | Sztafeta 4 × 100 m kobiet              | 47,6                                                            | 7 sierpnia  |
| Brąz   | Valerie Davies                                                | Pływanie      | 100 m stylem grzbietowym kobiet        | 1:22,5                                                          | 11 sierpnia |
| Brąz   | Joyce Cooper Valerie Davies Edna Hughes Helen Varcoe          | Pływanie      | Sztafeta 4 × 100 m st. dowolnym kobiet | 4:52,4                                                          | 12 sierpnia |

## Wyniki

### Boks
Wielką Brytanię reprezentowało trzech bokserów, każdy w innej kategorii. Dwóch z nich, a więc Harry Mizler i David McCleave, walczyło już w 1/8 finału w dniu 9 sierpnia. Mizler pożegnał się jednak z turniejem po porażce z Nathanem Borem, późniejszym brązowym medalistą zawodów. McCleave z kolei wygrał swój pojedynek z faworyzowanym Meksykaninem Albertem Romero, którego pokonał przez dyskwalifikację (Romero zadał nieprzepisowy cios po uprzednim ostrzeżeniu). Thomas Pardoe, trzeci z bokserów, miał w 1/8 finału wolny los.
Obaj bokserzy wygrali swoje pojedynki ćwierćfinałowe. Pardoe pokonał Kiyonobu Murakamiego z Japonii, zaś McCleave zwyciężył Luciena Laplace'a z Francji. Obydwaj przegrali jednak swoje pojedynki półfinałowe, Pardoe z Francisco Cabañasem z Meksyku (późniejszym wicemistrzem olimpijskim), a McCleave z Edwardem Flynnem (późniejszym mistrzem). Obaj bokserzy przegrali walkowerem pojedynki o brązowy medal i zajęli w swych kategoriach czwarte miejsca.
| Zawodnik       | Konkurencja     | 1/8              | Ćwierćfinał      | Półfinał         | Mecz o 3. miejsce | Finał            | Finał   |
| Zawodnik       | Konkurencja     | Przeciwnik Wynik | Przeciwnik Wynik | Przeciwnik Wynik | Przeciwnik Wynik  | Przeciwnik Wynik | Miejsce |
| -------------- | --------------- | ---------------- | ---------------- | ---------------- | ----------------- | ---------------- | ------- |
| Thomas Pardoe  | Waga musza      | Wolny los        | Murakami W       | Cabañas P        | w/o               | NQ               | 4.      |
| Harry Mizler   | Waga lekka      | Bor P            | NQ               | NQ               | NQ                | NQ               | 8T.     |
| David McCleave | Waga półśrednia | Romero W – dsq   | Laplace W        | Flynn P          | w/o               | NQ               | 4.      |

### Kolarstwo
W kolarstwie startowało siedmiu brytyjskich kolarzy. Czterech z nich startowało w kolarstwie szosowym, zaś sześciu w kolarstwie torowym (trzech jechało zarówno w zawodach szosowych jak i torowych).

#### Kolarstwo szosowe
W kolarstwie szosowym startowało czterech Brytyjczyków. W rozegranej 4 sierpnia jeździe indywidualnej na czas startowali: Frank Southall, Charles Holland, Stanley Butler i William Harvell.
Frank Southall, jedyny z drużyny, który startował na poprzednich igrzyskach, miał na swoim koncie dwa srebrne medale z Amsterdamu, zarówno w jeździe szosowej jak i torowej. Poza tym był wymieniany jako jeden z kandydatów do medalu w jeździe indywidualnej. Zawody skończył ostatecznie na szóstym miejscu ze stratą 31 sekund do trzeciego miejsca. Pozostali Brytyjczycy ukończyli zawody na miejscach w drugiej dziesiątce.
Sporządzono również klasyfikację drużynową, w której brano pod uwagę czasy trzech najlepszych zawodników w wyścigu indywidualnym. Frank Southall, Charles Holland i Stanley Butler zajęli czwarte miejsce, a do miejsca medalowego zabrakło im około 5 i pół minuty.
| Zawodnik                                      | Konkurencja                | Czas      | Pozycja     |
| --------------------------------------------- | -------------------------- | --------- | ----------- |
| Frank Southall                                | Jazda indywidualna na czas | 2:30:16,2 | 6. (na 35)  |
| Charles Holland                               | Jazda indywidualna na czas | 2:37:17,2 | 15. (na 35) |
| Stanley Butler                                | Jazda indywidualna na czas | 2:37:19,6 | 16. (na 35) |
| William Harvell                               | Jazda indywidualna na czas | 2:37:46,8 | 19. (na 35) |
| Frank Southall Charles Holland Stanley Butler | Drużynowa jazda na czas    | 7:44:53,0 | 4. (na 8)   |

#### Kolarstwo torowe
W czterech konkurencjach kolarstwa torowego brało udział sześciu zawodników, w tym trzech, którzy na tych samych igrzyskach brali później udział w jeździe szosowej (Frank Southall, Charles Holland i William Harvell). Pozostali to Ernest Johnson oraz bracia Ernest i Stanley Chambers.
1 sierpnia William Harvell zajął czwarte miejsce (ex aequo z Luigi Consonnim) w wyścigu na 1000 m. W sprincie Ernest Chambers odpadł w ćwierćfinałach, jednak w tandemach wraz z bratem Stanleyem zdobył srebrny medal. W pierwszej rundzie przegrali z parą francuską, jednak awansowali do półfinału dzięki repasażom. W półfinale mieli zmierzyć się z Holendrami, jednak z powodu uszkodzenia roweru rywale nie pojawili się na starcie. W finale bracia Chambers przegrali ponownie z parą francuską Perrin/Chaillot.
W drużynowej jeździe na czas Brytyjczycy awansowali do półfinału, w którym przegrali o 3,5 sekundy z Francuzami. W meczu o brązowy medal, drużyna z wysp wyraźnie pokonała Kanadyjczyków o ponad minutę.
| Zawodnik                                                      | Konkurencja          | Runda 1                   | Repasaż                         | Ćwierćfinały     | Półfinały             | Finał                | Finał      |
| Zawodnik                                                      | Konkurencja          | Przeciwnik Wynik          | Przeciwnik Wynik                | Przeciwnik Wynik | Przeciwnik Wynik      | Przeciwnik Wynik     | Pozycja    |
| ------------------------------------------------------------- | -------------------- | ------------------------- | ------------------------------- | ---------------- | --------------------- | -------------------- | ---------- |
| Ernest Chambers                                               | Sprint               | van Egmond Marchiori 2. Q | BYE                             | Pellizzari 2.    | NQ                    | NQ                   | 5T. (na 9) |
| William Harvell                                               | 1000 m na czas       | —                         | —                               | —                | —                     | 1:14,7               | 4T. (na 9) |
| Ernest Chambers Stanley Chambers                              | Tandemy              | Francja · 2.              | Dania · Stany Zjednoczone · 2.Q | —                | w/o 1.Q (14,9)        | Francja · 2.         | 2. (na 5)  |
| William Harvell Charles Holland Ernest Johnson Frank Southall | Druż. na dochodzenie | 3. Q (4:58,2)             | —                               | —                | Francja · 2. (4:57,4) | Kanada · 1. (4:56,0) | 3. (na 5)  |

### Lekkoatletyka
Lekkoatleci byli najliczniejszą grupą sportowców reprezentujących kraj znad cieśniny La Manche. Do startu przystąpiło 19 mężczyzn i 5 kobiet.
W płaskich biegach sprinterskich, brytyjscy lekkoatleci nie zdobyli żadnych medali. Najlepsze wyniki osiągnęli 400-metrowcy, czyli Godfrey Rampling i Crew Stoneley, którzy odpadli w półfinałach. Do finału biegu na 110 m przez płotki zakwalifikowało się dwóch zawodników. Donald Finlay osiągnął trzecie miejsce, wyprzedzając m.in. rekordzistę świata Jacka Kellera i swojego rodaka Davida Burghleya. W biegu na 400 m przez płotki Burghley nie obronił złota, wywalczonego przed czterema laty, znalazł się bowiem na czwartym miejscu.
W biegu na 800 metrów dwóch brytyjskich średniodystansowców dostało się do finału. Jack Powell przybiegł na metę jako siódmy, zaś Thomas Hampson został mistrzem olimpijskim, bijąc przy tym rekord świata. Z wynikiem 1:49,7 zdobył jedyne w swojej karierze olimpijskie złoto, a będącego na drugim miejscu Kanadyjczyka Alexa Wilsona wyprzedził 20 metrów przed metą. W finale biegu na 1500 m pobiegł Jerry Cornes, który nie był głównym kandydatem do medalu. Zdobył wicemistrzostwo olimpijskie, wyprzedzając bardziej faworyzowanych zawodników, takich jak: czarnoskóry Kanadyjczyk Phil Edwards, Amerykanin Glenn Cunningham czy Nowozelandczyk Jack Lovelock. Z kolei Alexander Burns zajął siódme miejsce w biegu na 5000 m.
W biegu na 3000 m z przeszkodami dwóch Brytyjczyków pobiegło w finale. Finał miał nietypowy przebieg, bowiem sędzia odpowiedzialny za liczenie okrążeń pomylił się i zawodnicy pobiegli jedno okrążenie więcej. O ile pomyłka ta nie miała wpływu na pierwsze miejsce (Volmari Iso-Hollo prowadził wyraźnie i wygrał z przewagą prawie 13 sekund), o tyle drugi Brytyjczyk Thomas Evenson wyprzedził Amerykanina Joe McCluskeya nieznacznie na ostatnich metrach. Po 3000 metrów Amerykanin był drugi. George Bailey, drugi z Brytyjczyków, zdobył piątą lokatę. W chodzie na 50 km, rozgrywanym na igrzyskach po raz pierwszy, zwyciężył Thomas Green. Najstarszy w całej kadrze brytyjskiej zawodnik, zwyciężył z przewagą ponad siedmiu minut nad kolejnym chodziarzem (Jānis Daliņš), choć na 40. kilometrze Green szedł w trzyosobowej grupce razem z Łotyszem i Włochem Ugo Frigerio. Startujący w maratonie Samuel Ferris i Dunky Wright byli kandydatami do medali. Przez pewien czas stawce wyścigu przewodziła pięcioosobowa grupka, w tym z biegnącymi w niej Brytyjczykami. Oderwał się od niej Argentyńczyk Juan Carlos Zabala, który ostatecznie zwyciężył z przewagą 19 sekund nad Samuelem Ferrisem, choć ten pod koniec wyścigu znacznie zmniejszył stratę do Zabali. Wright ukończył zawody na czwartym miejscu.
W sztafecie 4 × 100 m, Wielka Brytania zajęła szóste miejsce. Z kolei sztafeta 4 × 400 m w składzie: Crew Stoneley, Thomas Hampson, David Burghley, Godfrey Rampling, zdobyła srebrny medal. W biegu finałowym sprinterzy ze Zjednoczonego Królestwa prowadzili nawet po trzeciej zmianie lorda Burghleya, jednak biegnący jako ostatni Godfrey Rampling nie wytrzymał tempa biegu i został wyprzedzony przez sztafetę amerykańską. Amerykanie pobili rekord świata.
W trzech konkurencjach żeńskich wystartowało pięć Brytyjek. Najlepszy wynik osiągnęła sztafeta 4 × 100 m. Eileen Hiscock, Gwendoline Porter, Violet Webb i Nellie Halstead zdobyły brązowy medal, wyprzedzając minimalnie Holenderki. Eileen Hiscock była najlepszą z Brytyjek w indywidualnym biegu na 100 m, zajmując w finale piąte miejsce. Violet Webb, jedyna reprezentantka w biegu na 80 m przez płotki, również była piąta.
Mężczyźni
| Zawodnik                                                     | Konkurencja           | Eliminacje | Eliminacje | Ćwierćfinał | Ćwierćfinał | Półfinał  | Półfinał | Finał     | Finał         |
| Zawodnik                                                     | Konkurencja           | Rezultat   | Miejsce    | Rezultat    | Miejsce     | Rezultat  | Miejsce  | Rezultat  | Miejsce       |
| ------------------------------------------------------------ | --------------------- | ---------- | ---------- | ----------- | ----------- | --------- | -------- | --------- | ------------- |
| Stanley Fuller                                               | 100 m                 | 11,3       | 4.         | NQ          | NQ          | NQ        | NQ       | NQ        | 25. (na 33)   |
| Ernest Page                                                  | 100 m                 | 11,1       | 2. Q       | 10,9        | 4.          | NQ        | NQ       | NQ        | 15. (na 33)   |
| Frederick Reid                                               | 100 m                 | DNF        | DNF        | NQ          | NQ          | NQ        | NQ       | NQ        | DNF           |
| Stanley Engelhart                                            | 200 m                 | NO         | 3. Q       | 21,9        | 4.          | NQ        | NQ       | NQ        | 14T. (na 25)  |
| Stanley Fuller                                               | 200 m                 | 22,4       | 3. Q       | 22,0        | 5.          | NQ        | NQ       | NQ        | 17T. (na 25)  |
| Godfrey Rampling                                             | 400 m                 | 49,5       | 2. Q       | 48,8        | 2. Q        | 48,0      | 4.       | NQ        | 7. (na 27)    |
| Crew Stoneley                                                | 400 m                 | 49,1       | 3. Q       | 49,1        | 4. Q        | 48,6      | 5.       | NQ        | 9. (na 27)    |
| Thomas Hampson                                               | 800 m                 | —          | —          | —           | —           | 1:53,0    | 1. Q     | 1:49,7 WR | 1. (na 21)    |
| Jack Powell                                                  | 800 m                 | —          | —          | —           | —           | 1:55,6    | 3. Q     | 1:53,0    | 7. (na 21)    |
| Jerry Cornes                                                 | 1500 m                | —          | —          | —           | —           | 4:01,0    | 2. Q     | 3:52,6    | 2. (na 24)    |
| Reg Thomas                                                   | 1500 m                | —          | —          | —           | —           | DNF       | DNF      | NQ        | DNF           |
| George Bailey                                                | 5000 m                | —          | —          | —           | —           | NO        | NO       | NQ        | NO            |
| Alexander Burns                                              | 5000 m                | —          | —          | —           | —           | 15:25,83  | 1. Q     | 15:04,4   | 7. (na 18)    |
| Samuel Ferris                                                | Maraton               | —          | —          | —           | —           | —         | —        | 2:31:55   | 2. (na 28)    |
| Dunky Wright                                                 | Maraton               | —          | —          | —           | —           | —         | —        | 2:32:41   | 4. (na 28)    |
| David Burghley                                               | 110 m przez płotki    | —          | —          | 15,1        | 3. Q        | 14,6      | 2. Q     | 14,83     | 5. (na 17)    |
| Donald Finlay                                                | 110 m przez płotki    | —          | —          | 14,84       | 1. Q        | 14,6      | 3. Q     | 14,74     | 3 (na 17)     |
| Roland Harper                                                | 110 m przez płotki    | —          | —          | 14,9        | 2. Q        | 14,9      | 5.       | NQ        | 7–10. (na 17) |
| David Burghley                                               | 400 m przez płotki    | —          | —          | 55,1        | 2. Q        | 53,0      | 3. Q     | 52,01     | 4. (na 18)    |
| George Bailey                                                | 3000 m z przeszkodami | —          | —          | —           | —           | 9:16,0    | 4. Q     | 10:53,2   | 5. (na 15)    |
| Thomas Evenson                                               | 3000 m z przeszkodami | —          | —          | —           | —           | 9:18,8 OR | 1. Q     | 10:46,0   | 2. (na 15)    |
| Thomas Green                                                 | Chód na 50 km         | —          | —          | —           | —           | —         | —        | 4:50:10   | 1. (na 15)    |
| Stanley Engelhart Donald Finlay Stanley Fuller Ernest Page   | 4 × 100 m             | —          | —          | —           | —           | 42,0      | 3. Q     | 41,4      | 6. (na 8)     |
| David Burghley Thomas Hampson Godfrey Rampling Crew Stoneley | 4 × 400 m             | —          | —          | —           | —           | 3:21,8    | 2. Q     | 3:11,2    | 2. (na 7)     |

Kobiety
| Zawodnik                                                     | Konkurencja       | Eliminacje | Eliminacje | Półfinał | Półfinał | Finał    | Finał       |
| Zawodnik                                                     | Konkurencja       | Rezultat   | Miejsce    | Rezultat | Miejsce  | Rezultat | Miejsce     |
| ------------------------------------------------------------ | ----------------- | ---------- | ---------- | -------- | -------- | -------- | ----------- |
| Eileen Hiscock                                               | 100 m             | 12,3       | 3. Q       | 12,3     | 3. Q     | 12,3     | 5. (na 20)  |
| Ethel Johnson                                                | 100 m             | 13,9       | 5.         | NQ       | NQ       | NQ       | 20. (na 20) |
| Gwendoline Porter                                            | 100 m             | 12,4       | 4.         | NQ       | NQ       | NQ       | 14. (na 20) |
| Violet Webb                                                  | 80 m przez płotki | —          | —          | 12,1     | 2. Q     | 11,9     | 5. (na 9)   |
| Nellie Halstead Eileen Hiscock Gwendoline Porter Violet Webb | 4 × 100 m         | —          | —          | —        | —        | 47,6     | 3. (na 6)   |

### Pięciobój nowoczesny
Brytyjski pięciobój nowoczesny był reprezentowany przez trzech zawodników. Najlepszym zawodnikiem był Percy Legard, który zajął ósme miejsce. Legard (startujący też w zimowych igrzyskach jako kombinator norweski) w całej olimpijskiej stawce był najlepszym biegaczem (w biegu na 4000 m zwyciężył z przewagą niemal pół minuty nad innym Brytyjczykiem – Jeffreyem MacDougallem). W pojedynczych konkurencjach trzecie miejsce zajął jeszcze Vernon Barlow (jazda konna). Ostatecznie Barlow był 14., a MacDougall 15..
| Zawodnik           | Konkurencja   | Wynik | Pozycja     |
| ------------------ | ------------- | ----- | ----------- |
| Vernon Barlow      | Indywidualnie | 61,0  | 14. (na 25) |
| Percy Legard       | Indywidualnie | 53,0  | 8. (na 25)  |
| Jeffrey MacDougall | Indywidualnie | 62,0  | 15. (na 25) |

### Pływanie
W pływaniu wystąpiło sześciu pływaków i siedem pływaczek. Pływanie było jedną z dwóch dyscyplin, w której królestwo reprezentowało więcej kobiet niż mężczyzn.
Wśród sześciu startujących mężczyzn, dwóch występowało już wcześniej na igrzyskach. Reginald Sutton i Joseph Whiteside nie zdobywali w Amsterdamie medali, podobnie jak w 1932 w Los Angeles. Cała szóstka odpadała w swoich konkurencjach już na etapie eliminacji. W sztafecie 4 × 200 m zespół w składzie: Mostyn Ffrench-Williams, Robert Leivers, Reginald Sutton, Joseph Whiteside, zajął piąte miejsce.
Wyższe miejsca osiągały za to pływaczki. W czterech z pięciu konkurencji Brytyjki miały przynajmniej jedną przedstawicielkę w finale, żadna nie awansowała do finału jedynie na 100 m stylem dowolnym. Na 400 m stylem dowolnym Joyce Cooper zajęła czwartą lokatę, przegrywając z Jenny Maakal o niecałe 2,5 sekundy (straciła jednak ponad 20 sekund do dwóch najlepszych zawodniczek). W sześcioosobowym wyścigu finałowym na 100 m stylem grzbietowym, wystąpiły trzy Brytyjki. Medal zdobyła jedynie Valerie Davies (brąz), która wyprzedziła swą rodaczkę Phyllis Harding. Joyce Cooper zajęła szóste miejsce. Margery Hinton osiągnęła czwarte miejsce na 200 m stylem klasycznym.
W finale sztafety 4 × 200 m ekipa brytyjska w składzie: Joyce Cooper, Valerie Davies, Edna Hughes (najmłodszy sportowiec brytyjski na tych igrzyskach) i Helen Varcoe, zdobyła brązowy medal. Ekipa brytyjska wyprzedziła o ponad 10 sekund Kanadę i Japonię. Tym samym Valerie Davies zdobyła drugi brąz i była na tych igrzyskach jedyną kobietą, która dla Wielkiej Brytanii zdobyła przynajmniej dwa medale.
Mężczyźni
| Zawodnik                                                                | Konkurencja            | Eliminacje | Eliminacje | Półfinał | Półfinał | Finał  | Finał        |
| Zawodnik                                                                | Konkurencja            | Czas       | Miejsce    | Czas     | Miejsce  | Czas   | Miejsce      |
| ----------------------------------------------------------------------- | ---------------------- | ---------- | ---------- | -------- | -------- | ------ | ------------ |
| Mostyn Ffrench-Williams                                                 | 100 m st. dowolnym     | 1:05,9     | 5.         | NQ       | NQ       | NQ     | 18. (na 22)  |
| Reginald Sutton                                                         | 100 m st. dowolnym     | 1:02,9     | 4.         | NQ       | NQ       | NQ     | 13T. (na 22) |
| Joseph Whiteside                                                        | 100 m st. dowolnym     | 1:04,7     | 4.         | NQ       | NQ       | NQ     | 16. (na 22)  |
| Robert Leivers                                                          | 400 m st. dowolnym     | 5:14,6     | 3.         | NQ       | NQ       | NQ     | 13. (na 19)  |
| Norman Wainwright                                                       | 400 m st. dowolnym     | 5:12,0     | 3.         | NQ       | NQ       | NQ     | 12. (na 19)  |
| William Francis                                                         | 100 m st. grzbietowym  | 1:12,9     | 4.         | NQ       | NQ       | NQ     | 10. (na 16)  |
| Mostyn Ffrench-Williams Robert Leivers Reginald Sutton Joseph Whiteside | 4 × 200 m st. dowolnym | —          | —          | —        | —        | 9:45,8 | 5. (na 7)    |

Kobiety
| Zawodniczka                                          | Konkurencja            | Eliminacje | Eliminacje | Półfinał | Półfinał | Finał  | Finał       |
| Zawodniczka                                          | Konkurencja            | Czas       | Miejsce    | Czas     | Miejsce  | Czas   | Miejsce     |
| ---------------------------------------------------- | ---------------------- | ---------- | ---------- | -------- | -------- | ------ | ----------- |
| Joyce Cooper                                         | 100 m st. dowolnym     | 1:09,0 OR  | 1. Q       | 1:09,2   | 4.       | NQ     | 7. (na 20)  |
| Valerie Davies                                       | 100 m st. dowolnym     | 1:12,7     | 3.         | NQ       | NQ       | NQ     | 11. (na 20) |
| Edna Hughes                                          | 100 m st. dowolnym     | 1:15,1     | 4.         | NQ       | NQ       | NQ     | 13. (na 20) |
| Joyce Cooper                                         | 400 m st. dowolnym     | 5:56,7     | 1. Q       | 6:00,4   | 3. Q     | 5:49,7 | 4. (na 14)  |
| Joyce Cooper                                         | 100 m st. grzbietowym  | —          | —          | 1:25,0   | 2. Q     | 1:23,4 | 6. (na 12)  |
| Valerie Davies                                       | 100 m st. grzbietowym  | —          | —          | 1:22,0   | 1. Q     | 1:22,5 | 3. (na 12)  |
| Phyllis Harding                                      | 100 m st. grzbietowym  | —          | —          | 1:22,5   | 3. Q     | 1:22,6 | 4. (na 12)  |
| Margery Hinton                                       | 200 m st. klasycznym   | —          | —          | 3:13,5   | 2. Q     | 3:11,7 | 4. (na 11)  |
| Cecelia Wolstenholme                                 | 200 m st. klasycznym   | —          | —          | 3:24,5   | 3.       | NQ     | 8. (na 11)  |
| Joyce Cooper Valerie Davies Edna Hughes Helen Varcoe | 4 × 100 m st. dowolnym | —          | —          | —        | —        | 4:52,4 | 3. (na 5)   |

### Szermierka
W zawodach szermierczych wystąpiło trzech brytyjskich florecistów. Obok pływania, szermierka była jedynym sportem, w którym startowało więcej Brytyjek niż Brytyjczyków (udział brał jeden mężczyzna i dwie kobiety).
Emrys Lloyd był jedynym mężczyzną startującym w zawodach. W fazie eliminacyjnej i półfinałowej przegrał tylko jedno z 12 spotkań (pokonał go jedynie Gustavo Marzi). Zarówno w grupie eliminacyjnej, jak i grupie półfinałowej, był najlepszym zawodnikiem i awansował do walk finałowych. Tam pokonało go jednak czterech rywali, co w końcowej klasyfikacji dało mu szóste miejsce.
We florecie kobiet wystąpiły dwie zawodniczki: Judy Guinness i Peggy Butler. Obie przeszły fazę eliminacyjną i awansowały do dziesięcioosobowego finału. Judy Guinness zwyciężyła osiem pojedynków i jeden przegrała, miała taki sam bilans jak Austriaczka Ellen Müller-Preis. Wobec tego rozegrano dodatkowy pojedynek, w którym zwyciężyła Müller-Preis. Guinness zdobyła tym samym srebrny medal. Peggy Butler przegrała wszystkie pojedynki i zajęła 10. miejsce.
Mężczyźni
| Zawodnik    | Konkurencja | Eliminacje                                                                            | Eliminacje | Półfinał | Półfinał   | Finał | Finał    | Miejsce    |
| Zawodnik    | Konkurencja | Przeciwnicy                                                                           | Wynik      | Przeciwnicy | Wynik      | Przeciwnicy | Wynik    | Miejsce    |
| ----------- | ----------- | ------------------------------------------------------------------------------------- | ---------- | --- | ---------- | --- | -------- | ---------- |
| Emrys Lloyd | Floret      | Candiani – W (5:1) Dalton – W (5:1) Bloch – W (5:0) Every – W (5:2) Gorordo – W (5:4) | 1. Q (5–0) | Marzi – P (2:5) de Graffenried – W (5:0) Every – W (5:2) Ivan Osiier – W (5:1) de Bourguignon – W (5:1) Bougnol – W (5:4) Gorordo – W (5:3) Guaragna – W (5:3) | 1. Q (7–1) | Marzi – P (2:5) Gaudini – P (2:5) Casmir – P (2:5) Levis – W (5:4) Guaragna – W (5:4) Larraz – W (5:3) Bougnol – W (5:2) Gorordo – W (5:1) Cattiau – P (4:5) | 6. (5–4) | 6. (na 26) |

Kobiety
| Zawodnik      | Konkurencja | Eliminacje | Eliminacje | Finał | Finał     | Baraż                  | Baraż | Miejsce     |
| Zawodnik      | Konkurencja | Przeciwnicy | Wynik      | Przeciwnicy | Wynik     | Przeciwnicy            | Wynik | Miejsce     |
| ------------- | ----------- | --- | ---------- | --- | --------- | ---------------------- | ----- | ----------- |
| Judy Guinness | Floret      | Mayer – P (3:5) Munck – W (5:4) de Boer – W (5:1) Danÿ – W (5:2) Guggolz – W (5:3) Vidal – W (5:2) Lloyd – P (4:5)             | 2. Q (5–2) | Müller-Preis – P (3:5) Bogen-Bogáti – W (5:1) Addams – W (5:2) Mayer – W (5:1) de Boer – W (5:1) Munck – W (5:3) Olsen – W (5:4) Lloyd – W (5:1) Butler – W (5:1)   | 1T. (8–1) | Müller-Preis – P (3:5) | 2.    | 2. (na 17)  |
| Peggy Butler  | Floret      | Addams – P (1:5) Bogen-Bogáti – P (4:5) Olsen – P (4:5) Locke – W (5:3) Klint – W (5:1) Archibald – W (5:0) Escudero – W (5:2) | 5. Q (4–3) | Müller-Preis – P (2:5) Guinness – P (1:5) Bogen-Bogáti – P (1:5) Addams – P (2:5) Mayer – P (1:5) de Boer – P (3:5) Munck – P (2:5) Olsen – P (4:5) Lloyd – P (3:5) | 10. (0–9) | N/a                    | N/a   | 10. (na 17) |

### Wioślarstwo
15 brytyjskich wioślarzy reprezentowało swój kraj w czterech konkurencjach, każdy zawodnik, z wyjątkiem Hugh Edwardsa, brał udział w jednej z nich.
Dick Southwood wywalczył czwarte miejsce w jedynkach, w zawodach wystąpiło jednak pięciu wioślarzy. Również czwartą lokatę zajął zespół startujący w ósemkach ze sternikiem. Załoga reprezentująca Leander Club była jednak predestynowana do walki o złoty medal. Dwójka bez sternika w składzie Lewis Clive i Hugh Edwards, była kandydatem do zdobycia złotego medalu. Tak też się stało, choć z Nowozelandczykami wygrali o 2,4 sekundy. Podobny status miała brytyjska czwórka bez sternika (John Badcock, Jack Beresford, Hugh Edwards, Rowland George), również uznawana za faworytów. W finale wyprzedzili o prawie pięć sekund drugich na mecie Niemców. Początkowo w składzie czwórki był Tom Tyler, który rozchorował się w Los Angeles. W jego miejsce powołano Edwardsa, który zdobył dzięki temu swój drugi złoty medal.
| Zawodnik | Konkurencja          | Eliminacje | Eliminacje | Repasaż | Repasaż | Finał  | Finał   | Miejsce   |
| Zawodnik | Konkurencja          | Czas       | Miejsce    | Czas    | Miejsce | Czas   | Miejsce | Miejsce   |
| --- | -------------------- | ---------- | ---------- | ------- | ------- | ------ | ------- | --------- |
| Dick Southwood | Jedynki              | 7:42,6     | 1. Q       | —       | —       | 8:33,6 | 4.      | 4. (na 5) |
| Lewis Clive Hugh Edwards | Dwójka bez sternika  | 7:47,0     | 1. Q       | —       | —       | 8:00,0 | 1.      | 1. (na 6) |
| John Badcock Hugh Edwards Jack Beresford Rowland George                                                                                | Czwórka bez sternika | 7:13,2     | 1. Q       | —       | —       | 6:58,2 | 1.      | 1. (na 5) |
| Thomas Askwith David Haig-Thomas Lewis Luxton Donald McCowen Kenneth Payne John Ranking Harold Rickett William Sambell Charles Sergell | Ósemka ze sternikiem | 6:34,4     | 2.         | 6:49,0  | 1.Q     | 6:40,8 | 4.      | 4. (na 8) |

### Zapasy
Dwóch brytyjskich zapaśników startowało w zmaganiach olimpijskich w Los Angeles w stylu wolnym. Joe Reid w kategorii do 56 kilogramów doszedł do trzeciej rundy, w której wyeliminował go przyszły mistrz olimpijski, Robert Pearce. Z kolei Joseph Taylor doszedł do czwartej rundy, w której przegrał z późniejszym wicemistrzem olimpijskim Edgarem Nemirem. Obaj zawodnicy odpadli w pojedynkach o strefę medalową.
Styl wolny
| Konkurencja   | Zawodnik | Runda I                    | Runda II                     | Runda III       | Runda IV                  | Finał |
| Konkurencja   | Zawodnik | Rywal                      | Rywal                        | Rywal           | Rywal                     | Rywal |
| ------------- | -------- | -------------------------- | ---------------------------- | --------------- | ------------------------- | ----- |
| Joe Reid      | –56 kg   | Aatos Askari P tusz (7:19) | Jeorjos Zerwinis W           | Robert Pearce P | —                         | NQ    |
| Joseph Taylor | –61 kg   | Einar Karlsson P           | Fidel Arellano W tusz (5:45) | wolny los       | Edgar Nemir P tusz (8:49) | NQ    |

### Żeglarstwo
Dwóch żeglarzy brytyjskich brało udział w amerykańskich igrzyskach. Colin Ratsey startujący w klasie Snowbird, zajął szóste miejsce, choć do szóstego wyścigu plasował się na drugiej pozycji. Znacznie słabsze występy w drugiej części spowodowały jego spadek o cztery pozycje.
Ratsey wystąpił jeszcze razem z Peterem Jaffe w klasie Star. Brytyjski duet, płynący na jachcie Joy, przez całe zawody plasował się na drugim miejscu i na takiej pozycji zmagania zakończył.
| Zawodnik                 | Konkurencja | I    | I    | II   | II   | III  | III  | IV   | IV   | V    | V    | VI   | VI   | VII  | VII  | VIII | VIII | IX   | IX   | X    | X    | XI   | XI   | Wynik | Pozycja    |
| Zawodnik                 | Konkurencja | Poz. | Pkt. | Poz. | Pkt. | Poz. | Pkt. | Poz. | Pkt. | Poz. | Pkt. | Poz. | Pkt. | Poz. | Pkt. | Poz. | Pkt. | Poz. | Pkt. | Poz. | Pkt. | Poz. | Pkt. | Wynik | Pozycja    |
| ------------------------ | ----------- | ---- | ---- | ---- | ---- | ---- | ---- | ---- | ---- | ---- | ---- | ---- | ---- | ---- | ---- | ---- | ---- | ---- | ---- | ---- | ---- | ---- | ---- | ----- | ---------- |
| Colin Ratsey             | Snowbird    | 1.   | 11   | 5.   | 7    | 1.   | 11   | 7.   | 5    | 4.   | 8    | 9.   | 3    | 8.   | 4    | 7.   | 5    | 9.   | 3    | 9.   | 3    | 3.   | 9    | 69    | 6. (na 11) |
| Peter Jaffe Colin Ratsey | Star        | 2.   | 6    | 4.   | 4    | 4.   | 4    | 4.   | 4    | 3.   | 5    | 1.   | 7    | 3.   | 5    | —    | —    | —    | —    | —    | —    | —    | —    | 35    | 2. (na 7)  |

## Olimpijski Konkurs Sztuki i Literatury
Oprócz zawodów sportowych, rozegrano także zawody artystyczne. W Olimpijskim Konkursie Sztuki i Literatury znalazły się prace 36 brytyjskich artystów, w tym 33 mężczyzn i trzech kobiet. 33 reprezentantów startowało w malarstwie, dwóch w rzeźbiarstwie i jeden w architekturze.
Jedyną wyróżnioną personą został architekt John Hughes, któremu przyznano złoty medal w konkurencji plan miasta. Opracował on projekt centrum sportowo-rekreacyjnego ze stadionem sportowym dla Liverpoolu. Mimo zwycięstwa w konkursie, jego projekt nie został wdrożony w życie.
Praca Charlesa Pearsa brała udział w konkurencji malarstwo, a jedno z dzieł Geralda Spencera Pryse'a w konkurencji druki. Nie wiadomo, w której z trzech konkurencji brały udział prace pozostałych brytyjskich malarzy (status taki mają także dwa dzieła Pryse'a). Podobnie wygląda sytuacja w sprawie dwojga brytyjskich rzeźbiarzy, brak danych, w której konkurencji rzeźbiarstwa uczestniczyli.
| Artysta              | Dziedzina    | Konkurencja          | Tytuł dzieła                                                                 | Wynik       |
| -------------------- | ------------ | -------------------- | ---------------------------------------------------------------------------- | ----------- |
| John Hughes          | Architektura | Plan miasta          | Projekt centrum sportowo-rekreacyjnego ze stadionem sportowym dla Liverpoolu | 1.          |
| Charles Pears        | Malarstwo    | Malarstwo            | Shamrock V                                                                   | 3-7         |
| Gerald Spencer Pryse | Malarstwo    | Druki                | Greyhound Coursing                                                           | 4-7         |
| Anna Airy            | Malarstwo    | Nieznana konkurencja | The Lucky Tipser                                                             | brak danych |
| Laura Knight         | Malarstwo    | Nieznana konkurencja | Between the Rounds                                                           | brak danych |
| Alfred Munnings      | Malarstwo    | Nieznana konkurencja | Shooting Party in Fields of Turnips                                          | brak danych |
| Archibald Hartrick   | Malarstwo    | Nieznana konkurencja | Football at Fettes School, Scotland                                          | brak danych |
| Anton van Anrooy     | Malarstwo    | Nieznana konkurencja | Javanese Court Dancer                                                        | brak danych |
| Arthur Burgess       | Malarstwo    | Nieznana konkurencja | Spring                                                                       | brak danych |
| Arthur Burgess       | Malarstwo    | Nieznana konkurencja | Skiing down the Bernina Pass                                                 | brak danych |
| Cecil Ross Burnett   | Malarstwo    | Nieznana konkurencja | Rugby Football                                                               | brak danych |
| Cecil Ross Burnett   | Malarstwo    | Nieznana konkurencja | Polo                                                                         | brak danych |
| Charles Cundall      | Malarstwo    | Nieznana konkurencja | The Oxford-Cambridge Boat Race                                               | brak danych |
| Charles Payne        | Malarstwo    | Nieznana konkurencja | County Galway                                                                | brak danych |
| Charles Simpson      | Malarstwo    | Nieznana konkurencja | Wild Duck and Water Lilies                                                   | brak danych |
| Charles Simpson      | Malarstwo    | Nieznana konkurencja | Doncaster Racecourse, St. Leger Meeting, 1931                                | brak danych |
| Charles Simpson      | Malarstwo    | Nieznana konkurencja | Grand National                                                               | brak danych |
| Cuthbert Orde        | Malarstwo    | Nieznana konkurencja | Wing-Commander Orlebar A.F.C. (Holder of World's Speed Record)               | brak danych |
| David Ghilchik       | Malarstwo    | Nieznana konkurencja | Original 'Punch' Drawing I                                                   | brak danych |
| David Ghilchik       | Malarstwo    | Nieznana konkurencja | Original 'Punch' Drawing II                                                  | brak danych |
| David Ghilchik       | Malarstwo    | Nieznana konkurencja | Original 'Punch' Drawing III                                                 | brak danych |
| David Ghilchik       | Malarstwo    | Nieznana konkurencja | Original 'Punch' Drawing IV                                                  | brak danych |
| Donald Wood          | Malarstwo    | Nieznana konkurencja | Jodhpur Ponies ready for the Second Chukker                                  | brak danych |
| Edgar Seligman       | Malarstwo    | Nieznana konkurencja | Calisthenics                                                                 | brak danych |
| Ernest Moore         | Malarstwo    | Nieznana konkurencja | Brigadier-General Reginald John Kentish (Member IOC)                         | brak danych |
| Francis Hodge        | Malarstwo    | Nieznana konkurencja | Swimmers                                                                     | brak danych |
| Francis Hodge        | Malarstwo    | Nieznana konkurencja | The Bathing Pool                                                             | brak danych |
| Francis Hodge        | Malarstwo    | Nieznana konkurencja | After the Bath                                                               | brak danych |
| Frank Mason          | Malarstwo    | Nieznana konkurencja | Racing at Cowes                                                              | brak danych |
| Denholm Armour       | Malarstwo    | Nieznana konkurencja | Stag Hunting in Devonshire                                                   | brak danych |
| Denholm Armour       | Malarstwo    | Nieznana konkurencja | Stag Hunting in Devon, at Porlock Weir                                       | brak danych |
| G. Elcock            | Malarstwo    | Nieznana konkurencja | Polo in the Argentine                                                        | brak danych |
| George Sheringham    | Malarstwo    | Nieznana konkurencja | Sea Fish                                                                     | brak danych |
| George Sheringham    | Malarstwo    | Nieznana konkurencja | Flies                                                                        | brak danych |
| George Sheringham    | Malarstwo    | Nieznana konkurencja | Coarse Fish                                                                  | brak danych |
| Gilbert Holiday      | Malarstwo    | Nieznana konkurencja | The Try Hards and the Die Hards                                              | brak danych |
| Harry Watson         | Malarstwo    | Nieznana konkurencja | The Rink, Villars, Switzerland                                               | brak danych |
| Harry Watson         | Malarstwo    | Nieznana konkurencja | The Skater                                                                   | brak danych |
| John Lavery          | Malarstwo    | Nieznana konkurencja | The Earl of Lonsdale K.G.                                                    | brak danych |
| John Lavery          | Malarstwo    | Nieznana konkurencja | Schooling the Pony                                                           | brak danych |
| Lewis Baumer         | Malarstwo    | Nieznana konkurencja | The Novice                                                                   | brak danych |
| Lewis Baumer         | Malarstwo    | Nieznana konkurencja | The Hill Top                                                                 | brak danych |
| Lewis Baumer         | Malarstwo    | Nieznana konkurencja | Achtung                                                                      | brak danych |
| Lewis Baumer         | Malarstwo    | Nieznana konkurencja | The English School Skater                                                    | brak danych |
| Lewis Baumer         | Malarstwo    | Nieznana konkurencja | The Girl who Skated on the Curling Rink                                      | brak danych |
| Lewis Baumer         | Malarstwo    | Nieznana konkurencja | The Girl who Believed in the Catalogues                                      | brak danych |
| Lionel Edwards       | Malarstwo    | Nieznana konkurencja | The end of 40 minutes                                                        | brak danych |
| Lionel Edwards       | Malarstwo    | Nieznana konkurencja | Signalling for the Pack – Devon and Somerset Staghounds                      | brak danych |
| P.A. Hay             | Malarstwo    | Nieznana konkurencja | On the London Tennis Court                                                   | brak danych |
| Philip de László     | Malarstwo    | Nieznana konkurencja | Sylvia, Daughter of Count and Countess Széchényi                             | brak danych |
| Ronald Gray          | Malarstwo    | Nieznana konkurencja | Girl Skiing                                                                  | brak danych |
| Thomas Dugdale       | Malarstwo    | Nieznana konkurencja | Man with a Hare                                                              | brak danych |
| Thomas Dugdale       | Malarstwo    | Nieznana konkurencja | Fish                                                                         | brak danych |
| Tom Purvis           | Malarstwo    | Nieznana konkurencja | Huntswoman                                                                   | brak danych |
| Tom Purvis           | Malarstwo    | Nieznana konkurencja | Motorist                                                                     | brak danych |
| Tom Purvis           | Malarstwo    | Nieznana konkurencja | Fishing                                                                      | brak danych |
| Tom Purvis           | Malarstwo    | Nieznana konkurencja | Canoeing                                                                     | brak danych |
| Tom Purvis           | Malarstwo    | Nieznana konkurencja | Bathing                                                                      | brak danych |
| Heath Robinson       | Malarstwo    | Nieznana konkurencja | Clam Spearing in the Frozen North                                            | brak danych |
| Heath Robinson       | Malarstwo    | Nieznana konkurencja | Learning Mountain Climbing in the Home                                       | brak danych |
| Heath Robinson       | Malarstwo    | Nieznana konkurencja | Machines for clearing out Holes in Golf Courses                              | brak danych |
| Gerald Spencer Pryse | Malarstwo    | Nieznana konkurencja | Otter Hunting                                                                | brak danych |
| Gerald Spencer Pryse | Malarstwo    | Nieznana konkurencja | The Knock Out                                                                | brak danych |
| David Evans          | Rzeźbiarstwo | Nieznana konkurencja | Football Panel                                                               | brak danych |
| Jess Peacey Lawson   | Rzeźbiarstwo | Nieznana konkurencja | Youths Wrestling                                                             | brak danych |